# Gaillard
Gaillard è un comune francese situato nel dipartimento dell'Alta Savoia, nella regione dell'Alvernia-Rodano-Alpi, al confine con la Svizzera e vicino alla città di Ginevra. Ha una popolazione di 11 301 abitanti ed è parte dell'area metropolitana di Annemasse-Ginevra.

## Caratteristiche e Clima
Gaillard si trova a un'altitudine di 399 metri ed è caratterizzata da un clima temperato con inverni freddi e estati miti. Le temperature possono variare da minime di -13°C nei mesi freddi, fino a massime di 40°C nei mesi più caldi.

## Turismo e Attività
Il comune è un punto di passaggio per chi visita Ginevra e offre numerose attività all'aperto, come escursioni nei boschi vicini e e nei monti della regione. Tra le attrazioni nelle vicinanze ci sono il Monte Salève, il castello di Ferney-Voltaire e il villaggio medievale di Yvoire.

## Società

### Evoluzione demografica
Abitanti censiti